# Sainte-Catherine (Puy-de-Dôme)
Sainte-Catherine település Franciaországban, Puy-de-Dôme megyében. Lakosainak száma 55 fő (2022. január 1.). Sainte-Catherine Champagnat-le-Jeune, Peslières, Saint-Germain-l’Herm és Le Vernet-Chaméane községekkel határos.

## Népesség
A település népessége az elmúlt években az alábbi módon változott:
| Lakosok száma | 58   | 55   | 52   | 52   | 51   | 51   | 53   | 55   |
|               | 2013 | 2015 | 2017 | 2018 | 2019 | 2020 | 2021 | 2022 |